# Велино
Ве́лино (болг. Велино) — село в Шуменській області Болгарії. Входить до складу общини Шумен.

## Населення
За даними перепису населення 2011 року у селі проживали 323 особи.
Національний склад населення села:
| Національність   | Кількість осіб | Відсоток |
| ---------------- | -------------- | -------- |
| болгари          | 312            | 97,2%    |
| цигани           | 8              | 2,5%     |
| турки            | 0              | 0%       |
| Всього відповіли | 321            |          |

Розподіл населення за віком у 2011 році:
Динаміка населення: